# Svetlana Sjkolina

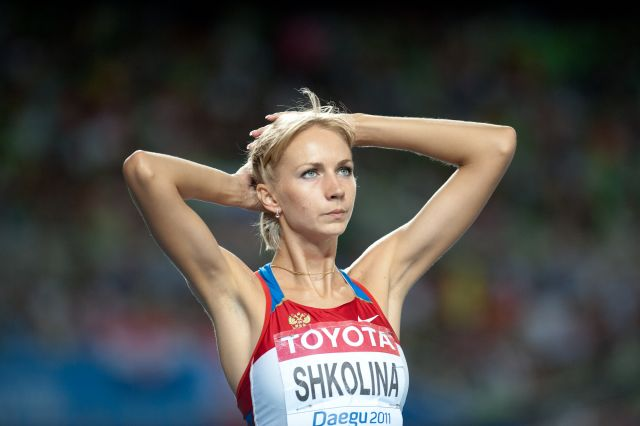
Sjkolina tijdens de WK van 2011 in Daegu

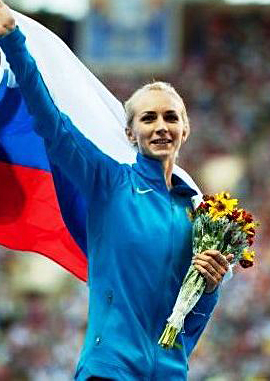
Een blije Svetlana Sjkolina na het behalen van de wereldtitel in eigen huis.

Svetlana Vladimirovna Sjkolina (Russisch: Светлана Владимировна Школина) (Jartsevo (oblast Smolensk), 9 maart 1986) is een Russische atlete, die is gespecialiseerd in het hoogspringen. Ze vertegenwoordigde haar vaderland tweemaal op de Olympische Spelen en veroverde bij die gelegenheden eenmaal een bronzen medaille. 

## Carrière

### Eerste successen bij de jeugd
Sjkolina behaalde de zilveren medaille op de wereldkampioenschappen voor B-junioren 2003 in Sherbrooke. Daarna verliet zij haar geboortestad Jartsevo en ging trainen in het olympisch trainingscentrum in Moskou onder leiding van Galina Filatova, een voormalige Sovjet-hoogspringster, die had deelgenomen aan de Olympische Spelen van 1976.
Een jaar later veroverde ze opnieuw zilver, ditmaal op de wereldkampioenschappen voor junioren in 2004 in Grosseto. In 2005 werd de Russin in Kaunas Europees jeugdkampioene. Twee jaar later werd zij op de Europese kampioenschappen voor atleten beneden 23 jaar (U23) in het Hongaarse Debrecen eveneens kampioene met een score van 1,92. In datzelfde jaar stelde zij haar persoonlijk record op 1,96.

### OS 2008 en vijfmaal vierde
Tijdens de Olympische Spelen van 2008 in Peking maakte Sjkolina haar internationale debuut bij de senioren; op dit toernooi eindigde ze als veertiende in de finale. Op de Europese indoorkampioenschappen van 2009 in Turijn eindigde ze op de vierde plaats. In Berlijn nam de Russin dat jaar deel aan de wereldkampioenschappen. Op dit toernooi eindigde ze op de zesde plaats. Nadat zij aan het begin van 2010 voor het eerst in haar carrière de twee meter-barrière had overwonnen door op 9 februari in Arnstadt precies 2,00 te springen, eindigde Sjkolina een maand later tijdens de wereldindoorkampioenschappen in Doha met 1,98 als vierde. Later dat jaar herhaalde zij die prestatie op de EK in Barcelona, zij het dat zij daar tot 1,97 kwam.
In 2011 nam de Russin deel aan Europese indoorkampioenschappen in Parijs, waar ze wederom op de vierde plaats eindigde. Tijdens de WK in Daegu later dat jaar werd Sjkolina, net als op de drie voorgaande internationale toernooien, vierde.

### Olympisch brons
Sjkolina ging tijdens de Prefontaine Classic in 2012 nu ook buiten voor het eerst over de twee metergrens heen (2,01). Datzelfde jaar veroverde ze op de Olympische Spelen in Londen haar eerste seniorenmedaille tijdens een groot toernooi. Ze sprong in de finale in haar derde poging een persoonlijk record van 2,03 m, waarmee ze derde werd achter Anna Tsjitsjerova en Brigetta Barrett. Een jaar later sprong Sjkolina wederom 2,03 tijdens de finale van een mondiaal toernooi: ditmaal de WK van Moskou. Nu was zij de enige die deze hoogte haalde, waardoor ze de wereldtitel veroverde. Aan het eind van het baanseizoen 2013 won Sjkolina het klassement van de IAAF Diamond League, onder andere door het winnen van de finalewedstrijd tijdens de Memorial Van Damme.

### Blessure en comeback
Sjkolina kwam in 2014 niet in actie vanwege een heupblessure. In 2015 vierde zij op 16 januari bij indoorwedstrijden in Novotsjeboksarsk haar comeback met een sprong over 1,95 m.

### Studie
In april 2012 studeerde Svetlana Sjkolina af als docent lichamelijke opvoeding.

## Titels
- Wereldkampioene hoogspringen - 2013
- Russisch kampioene hoogspringen - 2013
- Europees kampioene U23 hoogspringen - 2007
- Europees jeugdkampioene hoogspringen - 2005

## Persoonlijke records
Outdoor
| Onderdeel    | Prestatie | Datum            | Plaats |
| ------------ | --------- | ---------------- | ------ |
| hoogspringen | 2,03 m    | 11 augustus 2012 | Londen |

Indoor
| Onderdeel    | Prestatie | Datum           | Plaats   |
| ------------ | --------- | --------------- | -------- |
| hoogspringen | 2,00 m    | 6 februari 2010 | Arnstadt |

## Palmares

### hoogspringen
Kampioenschappen
- 2003:  WK U18 - 1,86 m
- 2004:  WK U20 - 1,91 m
- 2005:  EK U20 - 1,91 m
- 2005: 4e Universiade - 1,85 m
- 2007:  EK U23 - 1,92 m
- 2007: 4e Universiade - 1,90 m
- 2008: 14e OS - 1,93 m
- 2009: 4e EK indoor - 1,96 m
- 2009: 6e WK - 1,96 m
- 2010: 4e WK indoor - 1,96 m
- 2010: 4e EK - 1,97 m
- 2011: 4e EK indoor - 1,92 m
- 2011: 5e WK - 1,97 m
- 2012:  Russische kamp. - 2,01 m

- 2012:  OS - 2,03 m
- 2013:  Russische kamp. - 1,97 m
- 2013:  WK - 2,03 m

Diamond Leaguezeges
- 2012: Memorial Van Damme - 2,00 m
- 2013: Golden Gala - 1,98 m
- 2013: Bislett Games – 1,97 m
- 2013: DN Galan – 1,98 m
- 2013: Memorial Van Damme – 2,00 m
- 2013:  Eindzege Diamond League